# Claus Robert Krumrei
Claus Robert Krumrei (* 4. April 1955 in Delmenhorst) ist ein ehemaliger deutscher Diplomat.

## Leben
Krumrei leistete nach dem Abitur zwischen 1974 und 1978 Wehrdienst bei der Bundesmarine und begann danach 1979 ein Studium der Rechtswissenschaften und Geschichte an der Ludwig-Maximilians-Universität München. Nach der Ersten juristischen Staatsprüfung 1984 war er bis 1985 Rechtsreferendar in München und begann anschließend 1985 den Vorbereitungsdienst für den höheren Auswärtigen Dienst.

### Diplomatische Laufbahn
Nach einer Verwendung im Völkerrechtsreferat in der Zentrale des Auswärtigen Amtes in Bonn 1986 wurde Krumrei 1987 Mitarbeiter in der Außenpolitischen Abteilung des Bundeskanzleramtes sowie anschließend zwischen 1988 und 1990 an der Botschaft in Kolumbien. Danach war er von 1990 bis 1993 Mitarbeiter im Lagezentrum des Auswärtigen Amtes sowie daraufhin zwischen 1993 und 1995 Mitglied der CDU/CSU-Bundestagsfraktion, ehe er von 1995 bis 1997 stellvertretender Leiter des Generalkonsulats in Hongkong war.
Nachdem Krumrei zwischen 1997 und 1999 Referatsleiter in der Politischen Abteilung der Botschaft in Russland war, fungierte er von 1999 bis 2003 als stellvertretender Leiter des Referats für Russland, Ukraine, Weißrussland und Moldau im Auswärtigen Amt. In der Folgezeit nahm er zwischen 2003 und 2004 an einem einjährigen Austauschprogramm im Außenministerium der Vereinigten Staaten teil und blieb anschließend von 2004 bis 2006 in Washington, D.C. als Referatsleiter der Politischen Abteilung der Botschaft in den USA.
Nach seiner Rückkehr nach Deutschland war er zwischen 2006 und 2010 erst Referatsleiter für Mitteleuropa und danach von 2010 bis 2011 stellvertretender Protokollchef des Auswärtigen Amtes, ehe er zuletzt zwischen 2011 und 2014 Beauftragter für Personal im Auswärtigen Amt war.
Von 2014 bis 2017 war Krumrei Botschafter der Bundesrepublik Deutschland im Königreich Dänemark. Nach einem Sprachaufenthalt in Italien übernahm er im Juli 2018 den Posten des Generalkonsuls in Mailand. Er amtierte bis zu seiner Pensionierung im Jahr 2021.

### Politik
Krumrei war zunächst Mitglied der FDP und von 2022 bis 2024 Beisitzer im Landesvorstand der FDP Hamburg. Im September 2024 trat er aus der FDP aus und in die CDU ein.

### Weitere Tätigkeiten
2022 veröffentlichte Krumrei das Buch „Briten und Deutsche - Entfernte Verwandte. Ein Warnruf in 50 historischen Skizzen“. Seit 2024 ist er Mitglied des Aufsichtsrates (Advisory Board) der Berliner Sicherheitskonferenz BSC.